# لالاس أبو بكر
لالاس أبو بكر (بالإنجليزية: Lalas Abubakar)‏ (25 ديسمبر 1994 بكوماسي في غانا - ) هو لاعب كرة قدم غاني في مركز الدفاع. لعب مع كولومبوس كرو وCharlotte Eagles ‏ وFlint City Bucks ‏ وبيتسبورغ ريفرهوندز.

## وصلات خارجية
- لالاس أبو بكر على موقع الدوري الأمريكي (الإنجليزية)
- لالاس أبو بكر على موقع قاعدة بيانات كرة القدم.إي يو (الإنجليزية)
- لالاس أبو بكر على موقع Soccerbase.com (لاعب) (الإنجليزية)
- لالاس أبو بكر على موقع Soccerway.com (الإنجليزية)
- لالاس أبو بكر على موقع عالم كرة القدم.نت (الإنجليزية)